# تپه اطراف شهر سوخته ۳۰۱
تپه اطراف شهر سوخته شماره ۳۰۱ مربوط به هزاره سوم قم است و در شهرستان زابل، بخش شیب آب، دهستان لوتک، روستای حومه شهر سوخته، ۱۶/۷۵۰ کیلومتری جنوب پایگاه باستان‌شناسی شهر سوخته واقع شده و این اثر در تاریخ ۲۳ بهمن ۱۳۸۵ با شمارهٔ ثبت ۱۷۲۹۵ به‌عنوان یکی از آثار ملی ایران به ثبت رسیده است.